# Toay
Toay é um município da Província de La Pampa, na Argentina.

## Geografia
Encontra-se a 10 km de Santa Rosa, capital provincial, junto com a qual forma o aglomerado de Gran Santa Rosa.

## Construções antigas
- Casa do Fundador, Don Juan Guillermo Brown. Construção de 1894, em Sáenz Peña 1237.
- Antigo Hotel Apolo, na esquina de Italia com Sarmiento. Fundado por Paulino Phagouapé. Funcionó una cancha de paleta. Atualmente conhecido como "Hotel Florida", sob nova direção.
- Edificio da "Asocioción Española de Socorros Mutuos de Toay". Atualmente funciona o "Club Guardia Del Monte". De 1902, em bom estado de conservação.
- Escuela 62. Fundada em 1911, funcionou no que fora o "Hotel El Prado".